# عقاب (ترانه)
«عقاب» (انگلیسی: Eagle) ترانه‌ای از ابرگروه سوئدی موسیقی پاپ آبا است که در سال ۱۹۷۷ منتشر شد. این ترانه ادای احترامی به گروه موسیقی ایگلز بود و قرار بود به صورت یک تک‌آهنگ در آمریکا عرضه شود که عملی نشد. بیورن اولویوس برای نوشتن متن ترانه از رمان جاناتان مرغ دریایی ریچارد باخ الهام گرفت.

## جداول موسیقی
| جدول (۱۹۷۸)                         | بالاترین رتبه |
| ----------------------------------- | ------------- |
| استرالیا (گزارش موسیقی کنت)         | ۸۲            |
| اتریش (او۳ تاپ ۴۰ اتریش)            | ۱۷            |
| سوئیس (شوایزر هیت‌پاراد)             | ۷             |
| آلمان غربی (رتبه‌بندی سرگرمی جی‌اف‌کی) | ۶             |